# Kęty
Kęty es una ciudad en el Distrito de Oświęcim, en el Voivodato de Pequeña Polonia.
Kęty es una ciudad comercial e industrial, ubicada en Podgórze Wilamowickie, en el valle del río Soła. Según datos de GUS de marzo de 2014, la ciudad de Kęty tenía 19,080 habitantes. El trazado urbano de Kęty se ha introducido en el registro de monumentos del Voivodato de Pequeña Polonia.
Se tiene constancia de la actual ubicación de Kęty desde  antes de 1267. La ciudad real libre de los starosty Oświęcim en el Distrito de Silesia del Voivodato de Cracovia a finales del siglo XVI.

## Ubicación geográfica
Kęty se encuentra en la cuenca de Oświęcim, en el valle del río Soła, en su abanico aluvial. Al oeste, el valle del río cierra Wysoczyzna Wilamowicka, Wysoczyzna Osiecka desde el este, que forman parte de la Przykarpacki Upland, que es el extremo sur de la cuenca Oświęcim.
Kęty pertenece a la zona climática Podkarpackie. La ciudad se encuentra en el cruce de caminos que van desde Cracovia hasta Bielsko-Biała y desde Silesia, a través de Oświęcim, hasta Żywiec. En los años 1975-1998 Kęty pertenecía administrativamente a la provincia de Bielsko.
- Datos: Q773227
- Multimedia: Kęty / Q773227

1. ↑  Worldpostalcodes.org,código postal n.º 32-650.